# Cantón de Vannes-Este
El cantón de Vannes-Este era una división administrativa francesa, que estaba situada en el departamento de Morbihan y la región de Bretaña.

## Composición
El cantón estaba formado por siete comunas, más una fracción de la comuna que le daba su nombre:
- La Trinité-Surzur
- Le Hézo
- Noyalo
- Saint-Avé
- Séné
- Surzur
- Theix
- Vannes (fracción)

## Supresión del cantón de Vannes-Este
En aplicación del Decreto n.º 2014-215 de 21 de febrero de 2014, el cantón de Vannes-Este fue suprimido el 22 de marzo de 2015 y sus 8 comunas pasaron a formar parte; seis del nuevo cantón de Séné y dos del nuevo cantón de Vannes-3.